# Frenesia dell'estate
Frenesia dell'estate («Frenesí de verano» en italiano) es una película de comedia italiana de 1963 dirigida por Luigi Zampa y protagonizada por Vittorio Gassman, entre otros. La película tiene lugar en un balneario de Viareggio a orillas del mar Tirreno, donde los caminos de varias personas se cruzan y desembocan en enredos amorosos y eróticos.

## Argumento
Manolo vive con su padre y su hermana Fosca, de veinte años; la familia está corta de fondos. Con un amigo aviador, Manolo gana un dinero extra haciendo publicidad sobre una playa. Se supone que el pedido de un industrial de unas letras publicitarias de yogur en el cielo generaría dinero.
Un ciclista español, participante exhausto del Giro de Italia, llega al carrito en la playa de la vendedora Yvonne, quien vende bomboloni tibios. Con el participante incapaz de localizar a su equipo, Yvonne lo lleva a casa y lo mete en su cama.
El conde Marcello della Pietra, maniquí de moda masculina, trabaja en la pasarela de su pareja. Cuando ella ya no le deja presentar trajes de baño debido a su edad, él se pelea y ella ya no paga sus cuentas. Sacia su hambre en el comedor de Manolo, donde finge estar interesado en su hermana Fosca, para poner celosa a su novia con ella en la playa y en las discotecas de ahora en adelante.
El capitán del ejército Mario Nardoni visita un cabaret con amigos. En el grupo de travesti de actuación, un jugador se ha retirado; el líder lo reemplaza en secreto con una mujer. Mario se enamora de ella y se enfada porque cree que es un hombre.
Finalmente, el trabajo publicitario de Manolo fracasa debido a las insuficientes habilidades de vuelo de su amigo, Yvonne se queda con el español como portador de sus bomboloni, y el conde regresa con su novia de mucho tiempo, con el mismo remordimiento que Mario con su prometida, con quien se casa.

## Reparto
- Vittorio Gassman como Capitán Mario Nardoni.
- Sandra Milo como Yvonne.
- Michèle Mercier como Gigi.
- Philippe Leroy como Manolo.
- Gabriella Giorgelli como Foschina.
- Graziella Galvani como Selena.
- Vittorio Congia como Francisco Pedrillo, ciclista español.
- Livio Lorenzon como Giulio Cittelli.
- Giampiero Littera como Paolo.
- Umberto D'Orsi como Comandante del cuerpo médico.
- Mario Scaccia como Gerente del espectáculo 'Carrousel'.
- Renzo Palmer como Barsanti.
- Enzo Garinei como Balestrazzi.
- Franco Abbina como Compañero de armas de Nardoni.
- Corrado Olmi como Furricchio.
- Jole Mauro como Esposa de Cittelli.
- Corrado Garinei como Tiziano.
- Tony Di Mitri como Modelo peleando con della Pietra.
- Nando Angelini como Policía.
- Amedeo Nazzari como Conde Marcello della Pietra.
- Lea Padovani como Alba Mannelli.
- Maria Cumani Quasimodo como Giulia (no acreditada).
- Donatella Della Nora como Secretaria del industrial (no acreditada).
- Luigi Leoni como Hombre alto abofeteado por Yvonne (no acreditado.

## Crítica
El Lexikon des internationalen Films se refirió a la película como una «Comedia animada, sólidamente interpretada y dirigida, que extrae sus efectos menos del empalamiento paródico de los fenómenos contemporáneos que de la alusión al sexo».
Evangelischer Filmbeobachter describió a la película era «Una comedia de crítica social del célebre italiano Luigi Zampa, que no puede compararse con las grandes obras del director, pero que muestra inequívocamente su firma. Desafortunadamente, en dos de los encuentros, él también atribuyó unilateralmente los pequeños destinos de esos tipos extraños en Lucca y Viareggio a sus relaciones sexuales. Por lo tanto, solo algo para adultos sensatos».